# O Retrato de Ricardina
O Retrato de Ricardina é uma novela de Camilo Castelo Branco, publicada, primeiramente, em folhetins, no Jornal do Comércio e, posteriormente, em volume, em 1868.

## Enredo
Esta narrativa apresenta, logo no início, o abade de Espinho, Leonardo Botelho de Queiroz, um padre despótico, influente e próspero, que vive amancebado com Clementina Pimentel, uma fidalga com quem fugira na juventude e que lhe dera duas filhas, que ele se negou a perfilhar no baptismo. Quer por força casá-las com os sobrinhos da sua companheira, para se vingar da afronta e desdém com que a altiva família Pimentel (agora falida e desejosa de dotes) o tratara no passado. Eugénia, morena, risonha e de olhos negros e vivos, agradada do primo noivo e desejosa de sair da alçada paterna, obedece de boa vontade. Por seu lado, Ricardina, alva, de olhos estáticos e ar melancólico, carácter nobre, rejeita a decisão indigna do pai, defendendo, de forma determinada, o seu amor por um jovem de origem humilde, Bernardo Moniz, estudante de Direito e pintor amador, preferindo, nessa impossibilidade, recolher-se a um convento em Lamego, onde a sua mãe se lhe junta, para fúria do abade. 

## Adaptações
Juntamente com A Brasileira de Prazins foi a base para a série televisiva portuguesa Ricardina e Marta prodizida pela RTP. 